# Jørgen Chemnitz (Politiker)
Jørgen „Jôrut“ Niels Peter Chemnitz (* 13. Februar 1890 in Sisimiut; † 19. April 1956 in Kopenhagen) war ein grönländischer Landesrat und Dolmetscher.

## Leben
Jørgen Chemnitz wurde in Sisimiut geboren und wuchs als Sohn des Pastors und Katecheten Jens Anton Barsilai Ignatius Chemnitz (1853–1929) und seiner Frau Ane Marie Jacobine Cathrine Holm (1858–1929) in den früheren Missionsstationen der Herrnhuter Brüdergemeine Alluitsoq (Lichtenau) und Narsarmijit (Friedrichstal) auf. Einer seiner Brüder war der Pastor Karl Chemnitz (1884–1965).
Nach seiner Schulausbildung wurde er vom in Grönland wirkenden Arzt Henrik Deichmann nach Dänemark geschickt, wo er eine medizinische Ausbildung zum Samariter erhielt, um die Bewohner kleiner Orte ohne Arzt medizinisch versorgen zu können. Anschließend kehrte er nach Grönland zurück, aber die Idee von den Hilfsärzten war bereits wieder verworfen worden. Seine Ausbildung konnte er später dennoch als Geburtshelfer gebrauchen. Er begann als Helfer in Tasiilaq (Ammassalik) zu arbeiten und wurde später zum Udstedsverwalter in Qassimiut ernannt, als der er den Handel in der kleinen Siedlung verwaltete. Am 25. August 1917 heiratete er die als Frauenrechtlerin bekannt gewordene Vilhelmine Else Kathrine Dorthe Josefsen (1894–1978). Das Paar bekam sechs Kinder:
- Marie Guldborg Chemnitz (1919–2003), Frauenrechtlerin
- Johanne Chemnitz (1921–?)
- Jørgen Hans Kristian Gustav Chemnitz (1923–2001), Intendant und Lehrer, verh. mit Gudrun Chemnitz (1928–2004)
- Lars Hans Jens Josva Chemnitz (1925–2006), Politiker und Lehrer
- Dorthea Flavia Chemnitz (1928–2016)
- Margrethe Marie Tabea Chemnitz (1930–?), verh. mit Kaj Narup (1926–1997), Eltern von Asii Chemnitz Narup (* 1954)

1924 wurde er zum Helfer des Inspektors von Südgrönland ernannt. Wenige Monate später wurde das Amt des Inspektors durch das des Landsfogeds ersetzt. Jørgen Chemnitz wirkte unter zahlreichen Landsfogedern bis zu seinem Tod. Sein Wissen über sein Heimatland war jedem eine große Hilfe. Er reiste viel mit den Landsfogedern und diente als Dolmetscher zwischen der grönländischen Bevölkerung und dem Landsfoged. Daneben wurde ihm auch die Ehre erwiesen, 1952 für König Frederik IX. bei seiner Grönlandreise übersetzen zu dürfen.
Er war viele Jahre Vorsitzender des Gemeinderats in Nuuk. 1927 wurde er erstmals in den Grønlands Landsråd gewählt, wo er eine Amtszeit bis 1932 verblieb. Ein weiteres Mal saß er von 1945 bis 1950 im südgrönländischen Landesrat, wobei er jedoch 1949 von Augo Lynge vertreten wurde. Er war zudem Mitglied zahlreicher Kommissionen und Ausschüsse, beispielsweise nahm er an den Beratungen des Grönlandausschusses des Rigsdags und der Grønlandskommission teil.
Als er 1956 gerade mit Landshøvding Niels Otto Christensen nach Qaqortoq gereist war, wurde er krank. Er wurde nach Kopenhagen geflogen, wo er nach wenigen Tagen im Rigshospitalet im Alter von 66 Jahren verstarb. Während seines Lebens hatte er die Kongelige Belønningsmedalje in Gold erhalten und war zum Ritter des Dannebrogordens sowie zum Dannebrogsmand ernannt worden.